# (9825) Oetken
(9825) Oetken (1214 T-3) – planetoida z pasa głównego asteroid okrążająca Słońce w ciągu 5,22 lat w średniej odległości 3,01 j.a. Odkryta 17 października 1977 roku.